# Martin Schröttle
Martin Schröttle, född 1 september 1901 i München, död 17 februari 1972 i München, var en tysk ishockeyspelare.
Schröttle blev olympisk bronsmedaljör i ishockey vid vinterspelen 1932 i Lake Placid.